# Arachnothera flammifera
El arañero filipino (Arachnothera flammifera) es una especie de ave paseriforme de la familia Nectariniidae endémica de Filipinas. Originalmente se consideró una subespecie del arañero chico.

## Distribución
Se encuentra únicamente en el sur y este del archipiélago filipino.